# 김제북초등학교
김제북초등학교는 대한민국 전북특별자치도 김제시에 있는 공립 초등학교이다.

## 학교 연혁
- 1963년 4월 11일 설립인가
- 1964년 10월 13일 김제동국민학교 순동분교장 개교
- 1966년 3월 26일 김제북국민학교 승격
- 1984년 3월 1일 병설유치원 설립인가
- 1996년 3월 1일 김제북초등학교로 개칭
- 2011년 3월 1일 특수학급 신설
- 2015년 4월 19일 학교숲 가꾸기(2050그루 식재), 잔디식재
- 2016년 2월 19일 성균관(7개교실)개축 준공

## 참고 자료
- 김제북초등학교 - 한국교육학술정보원 학교알리미